# Рижская епархия
Ри́жская епа́рхия (латыш. Rīgas eparhija) — одна из двух епархий Латвийской православной церкви Московского Патриархата на территории Латвии. Существует с 1850 года.

## История
С 1710 года во время Северной войны Лифляндия и Рига вошли в состав России. С этого времени православные приходы Лифляндской губернии входили в состав Псковской епархии, а в Риге учреждено Рижское духовное правление.
13 января 1764 года в титул Псковских архиереев было включено наименование Рижский. С 1799 года титул был изменён на Архиепископ Псковский, Лифляндский и Курляндский, а с 1836 по 1850 года в составе Псковской епархии действовала викарная Рижская кафедра.
В 1781—1785 годах в Риге был построен православный Петропавловский собор (ныне одновременно концертный зал «Ave Sol» и храм).
1 марта 1850 года император Николай I утвердил доклад Святейшего Синода, согласно которому из Рижского викариатства Псковской епархии создавалась самостоятельная епархия с кафедрой в Риге и наименованием Рижская и Митавская, начиная с 1 июля 1850 года.
На 1880 год в епархии насчитывалось более 200 тысяч православных верующих, 157 церквей, 291 священник, 126 приходских школ, 244 вспомогательные школы, 130 библиотек, 3 богадельни, 5 сиротских приютов, 9 православных братств и 10 церковных попечительств. Богослужения велись на церковнославянском, латышском и эстонском языках. Заслуженным авторитетом среди учебных заведений пользовались: Рижская духовная семинария, Рижское духовное училище, епархиальное женское училище, Петропавловское братское русско-латышско-эстонское училище.
С 1884 года центр Риги украсился кафедральным Христорождественским собором. Крупные соборы были построены также в Елгаве, Лиепае и Даугавпилсе. Духовными центрами были монастыри, два из которых — Алексеевский мужской и Свято-Троице-Сергиев женский — находились в Риге.
Накануне Первой Мировой войны в Рижской епархии, включающей три губернии — Лифляндскую, Курляндскую и Эстляндскую — насчитывалось 267 церквей и более 270 тысяч прихожан. Во время военных действий были разрушены многие храмы, утрачены святыни, расхищено церковное имущество.
С 1921 года кафедру, в которой насчитывалось 167 тысяч человек, возглавлял выдающийся иерарх — архиепископ Иоанн (Поммер). При нём были возрождены многие храмы, построены новые, вновь открыта семинария и начал выходить журнал «Вера и жизнь».
В 1945 году в Рижской и Латвийской епархии было зарегистрировано 138 храмов и 2 монастыря, а к 1954 году число приходов сократилось до 124. В связи с насильственным закрытием храмов к 1963 году их оставалось лишь 100 (из них 14 латышских).
12 марта 2013 года решением Священного Синода Русской православной церкви из Рижской епархии была выделена Даугавпилсская.

## Управляющие епархией
Рижское викариатство Псковской епархии
- Иринарх (Попов) (15 сентября 1836 — 7 октября 1841)
- Филарет (Гумилевский) (21 декабря 1841 — 6 ноября 1848)

Епископы Рижские и Митавские
- Платон (Городецкий) (6 ноября 1848 — 9 марта 1867)
- Вениамин (Карелин) (2 марта 1870 — 24 августа 1874)
- Серафим (Протопопов) (2 октября 1874 — 8 декабря 1877)
- Филарет (Филаретов) (8 декабря 1877 — 23 февраля 1882)
- Донат (Бабинский-Соколов) (6 марта 1882 — 28 марта 1887)
- Арсений (Брянцев) (28 марта 1887 — 4 октября 1897)
- Агафангел (Преображенский) (4 октября 1897 — 13 августа 1910)
- Иоанн (Смирнов) (13 августа 1910 — 20 ноября 1917)
- Иосиф (Петровых) (1 декабря 1917 — 20 января 1918) в/у, епископ Угличский
- Платон (Кульбуш) (ок. 20 января 1918 — 27 января 1919) в/у, епископ Ревельский
- Геннадий (Туберозов) (25 февраля 1919 — 2 февраля 1920) в/у, епископ Нарвский

Латвийская православная церковь (в 1936—1940 — в юрисдикции Константинопольского Патриархата)
- Иоанн (Поммер) (21 июня 1921 — 25 октября 1934)
- Августин (Петерсон) (11 апреля 1936 — июль 1941)
- Сергий (Воскресенский) (июль 1941 — 13 марта 1943) в/у, митрополит Виленский, патриарший экзарх Прибалтики
- Иоанн (Гарклавс) (13 марта 1943 — сентябрь 1944)

Епископы Рижские и Латвийские
- Корнилий (Попов) (13 апреля 1945 — 21 августа 1947) в/у, архиепископ Виленский
- Вениамин (Федченков) (21 августа 1947 — 27 марта 1951)
- Филарет (Лебедев) (27 марта 1951 — 24 мая 1958)
- Иоанн (Алексеев) (25 мая 1958 — 3 сентября 1961) в/у, епископ Таллинский
- Алексий (Ридигер) (3 сентября 1961 — 12 января 1962) в/у, епископ Таллинский
- Филарет (Денисенко) (4 февраля — 27 августа 1962) в/у, епископ Лужский
- Никон (Фомичёв) (27 августа 1962 — 27 января 1966) до 3 августа 1963 — в/у, епископ Лужский
- Алексий (Коноплёв) (27 января — 8 октября 1966)
- Леонид (Поляков) (8 октября 1966 — 8 сентября 1990)

Латвийская православная церковь
- Александр (Кудряшов) (с 27 октября 1990) с 9 сентября — в/у, епископ Даугавпилсский

## Викариатства
- Даугавпилсское викариатство, в 2013 году преобразовано в самостоятельную епархию
- Елгавское викариатство. Управляющий — Иоанн (Сичевский) (c 27 марта 2016 года)
- Валмиерское викариатство. Управляющий — Иоанн (Липшанс) (c 13 августа 2023 года)[3]

## Благочиния
- Валмиерское благочиние
- Лиепайское благочиние
- Рижское благочиние

## Монастыри
- Свято-Троицкий монастырь в Риге (женский)
- Спасо-Преображенская пустынь — скит Свято-Троицкого монастыря в Елгавском крае (женский)
- Свято-Духов монастырь в Екабпилсе (мужской)

недействующие
- Алексеевский монастырь в Риге (мужской), закрыт в 1914

## Галерея
- Свято-Никольский морской собор в Лиепае
- Благовещенская церковь в Риге
- Церковь в Кулдиге
- Собор свв. Симеона и Анны в Елгаве